# Discosaurus
Discosaurus is een geslacht van uitgestorven plesiosauriërs uit het Krijt dat werd ontdekt in Alabama door Joseph Jones en in 1851 benoemd door Joseph Leidy. De typesoort is Discosaurus vetustus. De geslachtsnaam verwijst naar de schijfvormige gewrichtsfacetten van de wervels. De soortaanduiding betekent 'de oeroude'.
Het holotype is ANSP 9258 of ANSP 9282, twee platgedrukte staartwervels, het is niet bekend welke. Die zijn naar huidige inzichten niet determineerbaar wat het geslacht tot een nomen dubium maakt.
Discosaurus zou een pregnante rol spelen bij de beruchte affaire dat Edward Drinker Cope bij de reconstructie van Elasmosaurus de kop op de staart plaatste en de nek aan het eind van de romp. Leidy bracht in het bijzijn van Cope diens fout aan het licht en stelde tegelijkertijd dat Elasmosaurus een jonger synoniem was van zijn Discosaurus. Cope kon zijn vergissing moeilijk ontkennen maar verwierp pertinent de synonymie. Een kleiner exemplaar uit het materiaal benoemde hij wel als Discosaurus carinatus.
Verschillende soorten zijn naar Discosaurus verplaatst wat een Discosaurus grandis, Discosaurus magnus, Discosaurus planior en Discosaurus orientalis opleverde. Die zijn dus alle ongeldig.
Verwarrend is verder dat er een Discosaurus Credner 1883 bestaat, een basale tetrapode.